# Little Baby Nothing
Little Baby Nothing is de zesde single van het muziekalbum Generation Terrorists van de Welshe alternatieve rockband Manic Street Preachers uit 1992. Het bevat een duet met voormalig pornoactrice Traci Lords.

## Overzicht
Het lied gaat over de seksuele uitbuiting van vrouwen. Traci Lords stemde ermee in een duet met de zanger van de band James Dean Bradfield op te nemen nadat Kylie Minogue had afgewezen. Bradfield vertelde dat "we iemand nodig hadden, een symbool, een persoon die op een bepaalde manier de tekst kan symboliseren en rechtvaardigen. Traci deed het met alle plezier. Ze zag de tekst en had er meteen affiniteit mee. Het was zeker makkelijk om haar persoonlijkheid in de tekst te verwerken. We wilden gewoon een symbool voor het liedje en ik vind dat ze een fantastisch symbool was. Ze klinkt voor mij als een vrouwelijke Joey Ramone." Lords zei: "Ik luisterde naar het bandje en kon me echt identificeren met het personage in het liedje (...) dat jonge meisje dat haar hele leven door mannen is uitgebuit en misbruikt." In een interview enkele jaren later gaf ze toe zich zorgen te maken over het nieuws van de verdwijning en veronderstelde zelfmoord van Manics’ gitarist/tekstschrijver Richey James Edwards.

## Tracks

### CD1
1. "Little Baby Nothing" (7" version)
2. "Dead Yankee Drawl"
3. "Suicide Alley"
4. "Never Want Again"

### CD2
1. "Little Baby Nothing" (7" version)
2. "R.P. Mcmurphy" (live at Club Citta, Kawasaki, 13 May 1992)
3. "Tennessee" (live at Club Citta, Kawasaki, 13 May 1992)
4. "You Love Us" (live at Club Citta, Kawasaki, 13 May 1992)

### 7" / MC
1. "Little Baby Nothing" (7" version)
2. "Never Want Again"
3. "Suicide Alley"